# Manangkari
Manangkari är ett utdött australiskt språk. Manangkari talades i Norra territoriet. Manangkari tillhörde de yiwaidjanska språken.